# Zagreb Film

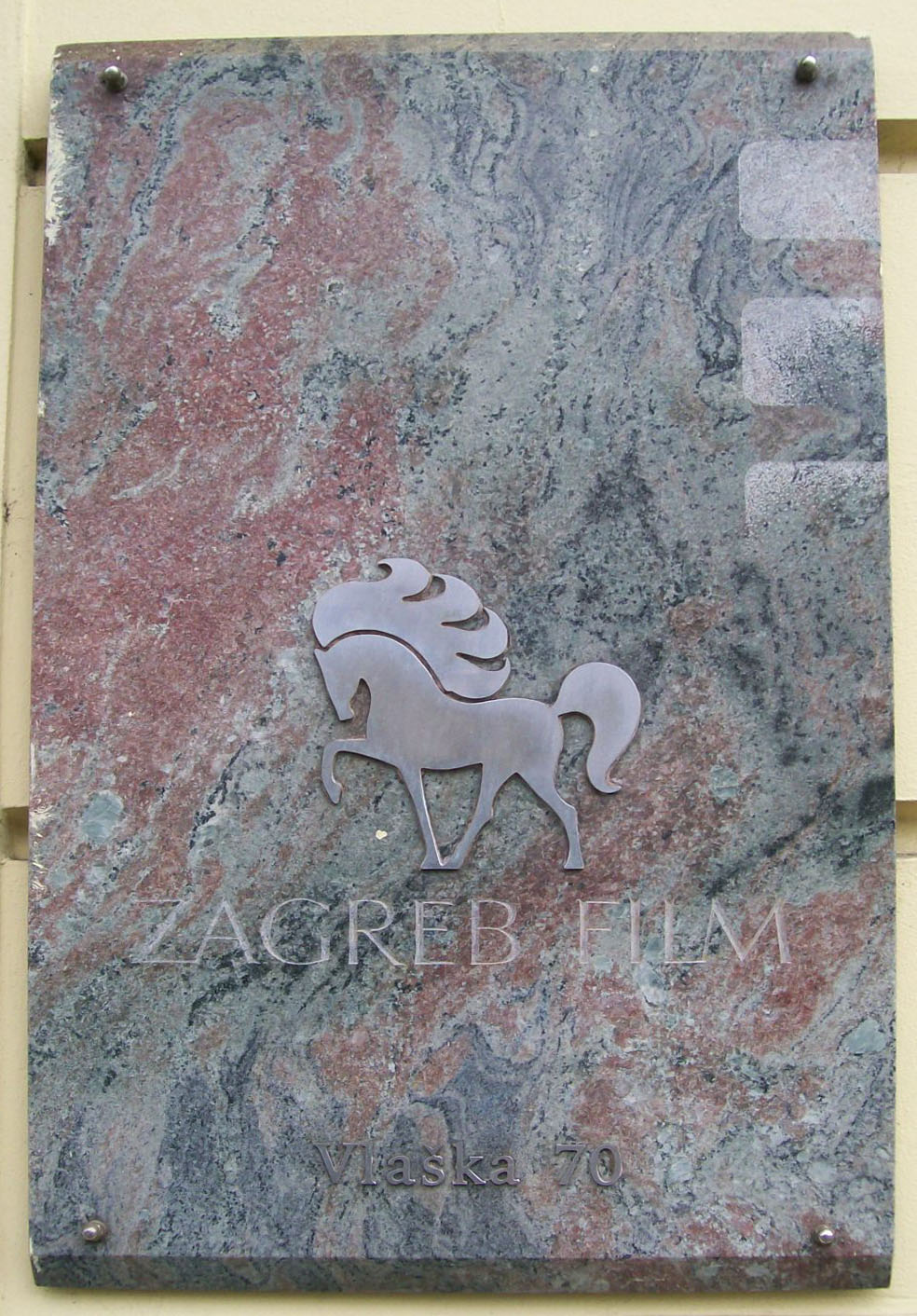
Zagreb Film

Zagreb Film är ett kroatiskt filmbolag med huvudkontor i Zagreb, Kroatien. Företaget grundades 1953 och har sedan starten producerat hundratals animerade filmer, dokumentärer, reklamfilmer, pedagogiska filmer och flera långfilmer. Zagreb Films kanske mest kända produktion var den animerade TV-serien Professor Balthazar som kom att bli en exportframgång och bland annat visats flitigt i Sveriges Television.

## Historik
Zagreb Film grundades 1953 som ett produktionsbolag med huvudsaklig inriktning på animerad film. Sedan dess har över 600 animerade filmer, 14 långfilmer, ca 600 dokumentärer, 800 reklamfilmer och 600 utbildningsfilmer producerats i företagets studio.

## Produktioner
Utöver flera dokumentärer och långfilmer har Zagreb Film producerat flera filmer och tv-serier för barn, däribland Inspektör Mask, Professor Balthazar, De flygande björnarna och Maxi Cat. De flesta av dessa animerade filmer distribueras internationellt, och bolagets främsta internationella framgång är filmerna kring filmfiguren professor Balthazar.

## Utmärkelser
Zagreb Film har förvärvat över 400 utmärkelser på filmfestivaler över hela världen, däribland en Oscar för animationen Surogat som vann i priskategorin bästa animerade kortfilm 1962. Kortfilmens upphovsman animatören Dušan Vukotić blev därmed den första icke-amerikanska filmproducenten att vinna en Oscar i denna kategori.